# Love Show
Love Show è il secondo singolo dei Sonohra estratto dall'album d'esordio Liberi da sempre.
Il testo è stato scritto da Luca Fainello insieme al produttore Roberto Tini mentre la musica e gli arrangiamenti sono di Diego Fainello.
Il singolo viene trasmesso nelle radio dal 16 maggio 2008. Il 17 maggio è stato ufficialmente presentato durante lo show "TRL Awards 2008" nel quale i Sonohra hanno trionfato nella categoria "Best New Artist"
Il video musicale ufficiale del brano è stato diretto da Gaetano Morbioli.
Il duo ha anche inciso la versione spagnola del brano, Besos Faciles.

## Classifiche
Besos faciles
| Classifica (2009) | Posizione massima |
| ----------------- | ----------------- |
| Cile              | 39                |